# Svenja Jungo
Svenja Jungo (ur. 12 grudnia 2004) – szwajcarska zapaśniczka walcząca w stylu wolnym. 
Zajęła trzynaste miejsce na mistrzostwach Europy w 2023. Złota medalistka MŚ wojskowych w 2024 i brązowa w 2025. Trzecia na MŚ juniorów i druga na ME w 2024 roku.